# Вешке, Пауль
Пауль Вешке (нем. Paul Weschke; 1867―1940) ― немецкий тромбонист.
Уроки игры на тромбоне получил от отца, в 18 лет начал играть в военном оркестре. В 1891 приглашён на должность первого тромбониста придворного театра в Мекленбурге, а в 1895 стал солистом оркестра Придворного оперного театра в Берлине (ныне Берлинская государственная капелла), оставаясь на этом посту до 1929 года. По приглашению дирижёра Карла Мука Вешке в течение многих сезонов играл в оркестре Байрейтского фестиваля. В 1913 музыкант был удостоен титула королевского камерного виртуоза.
Вешке ― один из последних представителей немецкой школы тромбонистов-солистов, восходящей к Карлу Трауготту Квайссеру и Фридриху Августу Бельке. В его репертуар входили концерты для тромбона с оркестром Фердинанда Давида, Серафима Альшавского, посвящённый ему ля-мажорный концерт Евгения Рейхе и другие произведения, в том числе собственного сочинения. Большой популярностью пользовались его вариации на тему «Венецианского карнавала», которые он сам виртуозно исполнял. Вешке обладал выдающейся техникой исполнения, в частности, достигая нижних педальных звуков без использования квартвентиля.
С 1903 по 1934 год Вешке преподавал в Берлинской высшей школе музыки. Среди его учеников ― профессор Гамбургской высшей школы музыки Хорст Раш и солист Берлинской филармонии Иоганнес Дом.